# Thomas Beaufort, conte di Perche
Thomas Beaufort (1405 – Louviers, 3 ottobre 1431) è stato un nobile e comandante militare inglese e duca di Exeter e conte di Perche.

## Biografia
Era il terzo figlio di John Beaufort, I conte di Somerset, e di Margaret Holland. Nel 1410 rimase orfano del padre e la contea passò prima al fratello Henry e poi a John.
Assieme a Henry Thomas prese parte alle campagne militari del 1419 intraprese da Enrico V d'Inghilterra in Francia.
Nel 1421 accompagnò il fratello minore del re, Tommaso, a combattere in Angiò. Tommaso venne ucciso nella battaglia di Baugé mentre Henry e Thomas furono catturati. Thomas venne rilasciato intorno al 1427 dopo uno scambio di prigionieri negoziato da suo zio.
Come tutti i membri maschili della famiglia Beaufort, Thomas tornò a combattere appena possibile. Gli fu concessa la contea di Perche nel dicembre 1427: il suo titolo fu più una rivendicazione verso quella terra che un titolo riconosciuto dato che era già tenuto dal duca francese Giovanni II d'Alençon. Questo fu parte di continuo tentativo da parte del cardinale Beaufort di dividere le conquiste fatte in terra francese tra i nipoti.
Durante la spedizione per l'incoronazione del re Enrico VI d'Inghilterra nel 1430, a Thomas fu garantito un seguito di 128 soldati e 460 arcieri. Comandò i soldati nella battaglia di La Charité-sur-Loire nel 1430. Morì il 3 ottobre 1431  durante l'assedio di Louviers, tre settimane prima della caduta della città.
Thomas morì celibe e senza figli. Dopo la sua morte il titolo si estinse.

## Ascendenza
|                                            |                                 |                                       | Genitori                                    |  |  | Nonni |  |  | Bisnonni                  |  |  | Trisnonni                |  |
|                                            |                                 |                                       |                                             |  |  |       |  |  | Edoardo III d'Inghilterra |  |  | Edoardo II d'Inghilterra |  |
|                                            |                                 |                                       |                                             |  |  |       |  |  | Edoardo III d'Inghilterra |  |  | Edoardo II d'Inghilterra |  |
|                                            |                                 | Isabella di Francia                   |                                             |  |  |       |  |  | Edoardo III d'Inghilterra |  |  |                          |  |
| Giovanni Plantageneto, I duca di Lancaster |                                 |                                       |                                             |  |  |       |  |  | Edoardo III d'Inghilterra |  |  |                          |  |
|                                            |                                 | Filippa di Hainaut                    | Guglielmo I di Hainaut                      |  |  |       |  |  |                           |  |  |                          |  |
|                                            |                                 | Filippa di Hainaut                    | Guglielmo I di Hainaut                      |  |  |       |  |  |                           |  |  |                          |  |
|                                            |                                 | Filippa di Hainaut                    | Giovanna di Valois                          |  |  |       |  |  |                           |  |  |                          |  |
| John Beaufort, I conte di Somerset         |                                 | Filippa di Hainaut                    |                                             |  |  |       |  |  |                           |  |  |                          |  |
|                                            |                                 | Payne De Roet                         | …                                           |  |  |       |  |  |                           |  |  |                          |  |
|                                            |                                 | Payne De Roet                         | …                                           |  |  |       |  |  |                           |  |  |                          |  |
|                                            |                                 | Payne De Roet                         | …                                           |  |  |       |  |  |                           |  |  |                          |  |
| Katherine Swynford                         |                                 | Payne De Roet                         |                                             |  |  |       |  |  |                           |  |  |                          |  |
|                                            |                                 | …                                     | …                                           |  |  |       |  |  |                           |  |  |                          |  |
|                                            |                                 | …                                     | …                                           |  |  |       |  |  |                           |  |  |                          |  |
|                                            |                                 | …                                     | …                                           |  |  |       |  |  |                           |  |  |                          |  |
| Thomas Beaufort                            |                                 | …                                     |                                             |  |  |       |  |  |                           |  |  |                          |  |
|                                            | Thomas Holland, I conte di Kent | Robert de Holland, I barone di Holand |                                             |  |  |       |  |  |                           |  |  |                          |  |
|                                            | Thomas Holland, I conte di Kent | Robert de Holland, I barone di Holand |                                             |  |  |       |  |  |                           |  |  |                          |  |
|                                            | Thomas Holland, I conte di Kent | Maud la Zouche                        |                                             |  |  |       |  |  |                           |  |  |                          |  |
| Thomas Holland, II conte di Kent           | Thomas Holland, I conte di Kent |                                       |                                             |  |  |       |  |  |                           |  |  |                          |  |
|                                            |                                 | Giovanna di Kent                      | Edmondo Plantageneto, I conte di Kent       |  |  |       |  |  |                           |  |  |                          |  |
|                                            |                                 | Giovanna di Kent                      | Edmondo Plantageneto, I conte di Kent       |  |  |       |  |  |                           |  |  |                          |  |
|                                            |                                 | Giovanna di Kent                      | Margaret Wake                               |  |  |       |  |  |                           |  |  |                          |  |
| Margaret Holland                           |                                 | Giovanna di Kent                      |                                             |  |  |       |  |  |                           |  |  |                          |  |
|                                            |                                 | Richard FitzAlan, X conte di Arundel  | Edmund FitzAlan, IX conte di Arundel        |  |  |       |  |  |                           |  |  |                          |  |
|                                            |                                 | Richard FitzAlan, X conte di Arundel  | Edmund FitzAlan, IX conte di Arundel        |  |  |       |  |  |                           |  |  |                          |  |
|                                            |                                 | Richard FitzAlan, X conte di Arundel  | Alice de Warenne                            |  |  |       |  |  |                           |  |  |                          |  |
| Alice FitzAlan                             |                                 | Richard FitzAlan, X conte di Arundel  |                                             |  |  |       |  |  |                           |  |  |                          |  |
|                                            |                                 | Eleonora di Lancaster                 | Enrico Plantageneto, III conte di Lancaster |  |  |       |  |  |                           |  |  |                          |  |
|                                            |                                 | Eleonora di Lancaster                 | Enrico Plantageneto, III conte di Lancaster |  |  |       |  |  |                           |  |  |                          |  |
|                                            |                                 | Eleonora di Lancaster                 | Maud Chaworth                               |  |  |       |  |  |                           |  |  |                          |  |
|                                            |                                 | Eleonora di Lancaster                 |                                             |  |  |       |  |  |                           |  |  |                          |  |